# Pere Berenguer de Narbona
Pere Berenguer de Narbona fou bisbe metropolità de Narbona, fill de Berenguer I, vescomte de Narbona, i de la seva segona dona Garsinda de Besalú.
Fou monjo de Conques i després bisbe de Rodez (vers 1053 a 1079). El 1078 i altre cop el 1079, el bisbe de Narbona, Guifré de Cerdanya, fou deposat per simonia en sengles concilis fets a Roma, i Pere Berenguer ambicionava la successió i es va proclamar bisbe el 1079 però fou deposat pels llegats pontificis immediatament i excomunicat el 1080. El 1081 es va retirar a Saint-Antonin, i després à Moissac.
Va morir després del 13 de març de 1090.